# Jezerine
Jezerine su selo u općini Krašić, u Zagrebačkoj županiji. Prema popisu stanovnika iz 2001. broje 53 stanovnika.

## Stanovništvo
| broj stanovnika | 74    | 86    | 94    | 77    | 93    | 102   | 113   | 112   | 117   | 121   | 97    | 84    | 97    | 91    | 53    | 32    | 22    |
|                 | 1857. | 1869. | 1880. | 1890. | 1900. | 1910. | 1921. | 1931. | 1948. | 1953. | 1961. | 1971. | 1981. | 1991. | 2001. | 2011. | 2021. |

## Poznate osobe
- Juraj Jezerinac, hrvatski biskup, bivši vojni ordinarij
- Matija Jezerinac, svećenik
- Nikola Jezerinac, svećenik
- Stijepan Bradica, svećenik

## Gospodarstvo
Stanovnci se uglavnom bave stočarstvom, poljodjelstvom i vinogradarstvom.

## Spomenici i znamenitosti
- Kapelica blaženog Alojzija Stepinca